# 莫塔帕盧薩山
46°38′28″N 9°36′20″E / 46.64111667°N 9.6054556°E

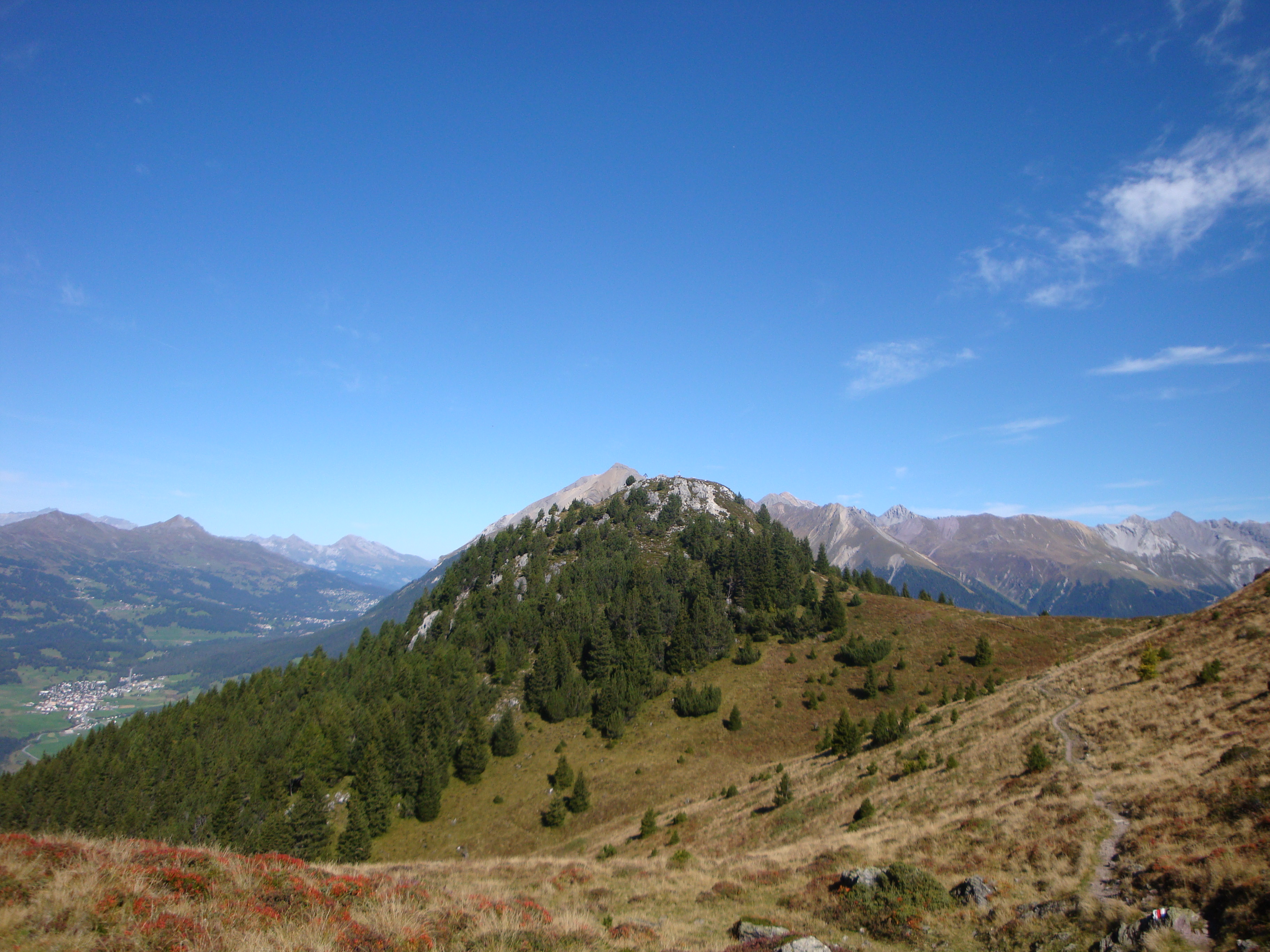
莫塔帕盧薩山

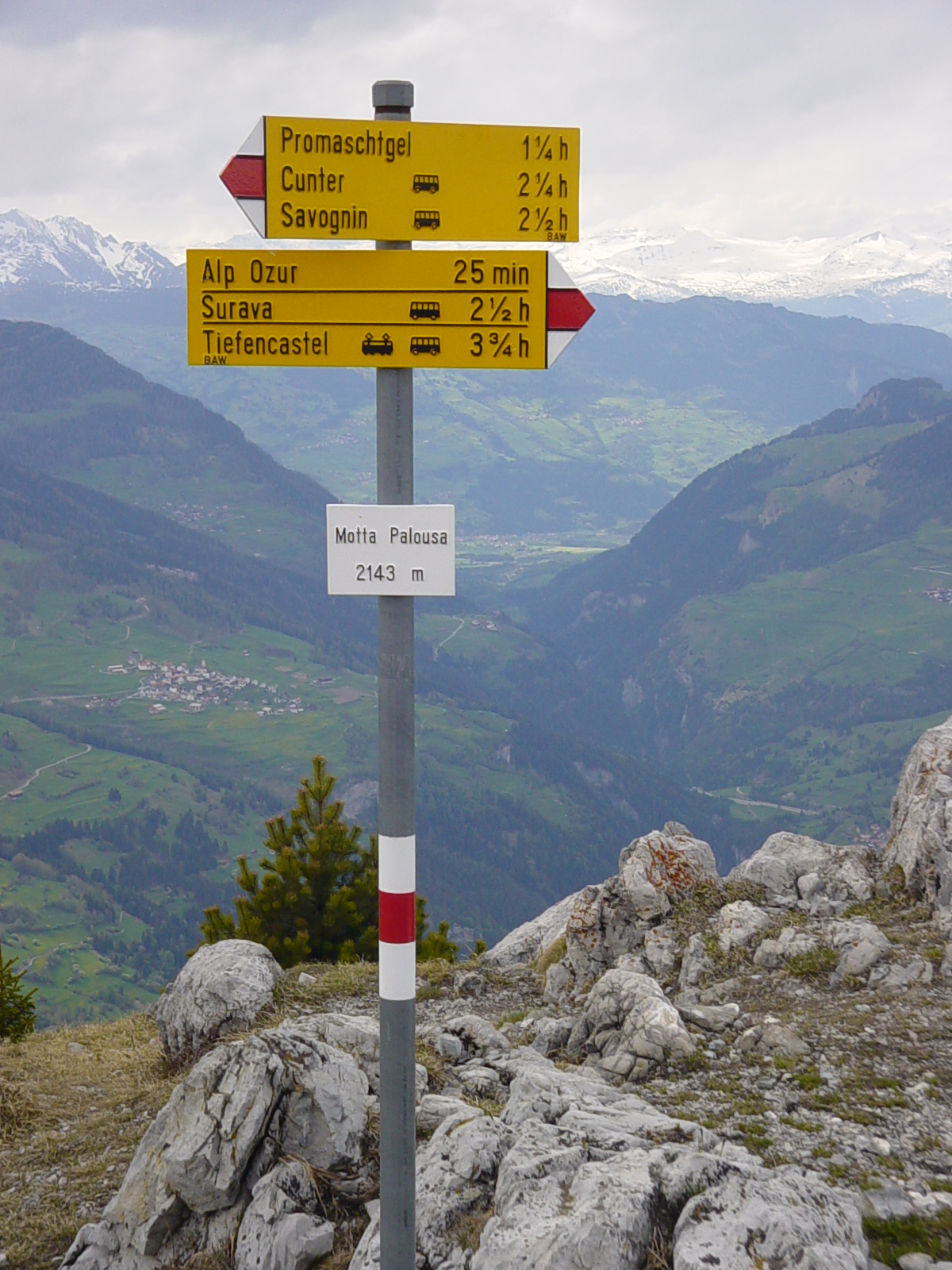
山上的路标

莫塔帕盧薩山（Motta Palousa），是瑞士的山峰，位於該國東南部，由格勞賓登州負責管轄，屬於阿爾布拉山脈的一部分，距離米特格爾峰0.2公里，海拔高度2,144米，每年平均降雨量1,729毫米。